# Анатоли Нанков
Анатоли Александров Нанков е български футболист и треньор. Роден е на 15 юли 1969 г. в с. Ореш, Свищовско.

## Кариера
Юноша на Академик Свищов, играе като дясно крило, халф или десен бек. Преминава в Дунав през 1985. През сезон 1989/90 играе в Славия, а след това е привлечен в ЦСКА. При армейците се утвърждава като много важен футболист и играе до лятото на 1997, с изключение на един полусезон в Славия през 1994. Продаден е за рекордна за вътрешния пазар сума от 1 млн. германски марки на Локомотив София през август 1997, след отпадането на ЦСКА от Шампионската лига. Остава при железничарите до 2000, когато преминава в Спартак Варна. След това през 2002 играе под наем за китайския Ченду. През сезон 2003/04 играе в полския Катовице, а през 2004 в Миньор Бобов дол. В А група е изиграл 296 мача, в които е вкарал 47 гола. За ЦСКА има 14 мача с 3 гола в евротурнирите (6 мача и 3 гола за КЕШ, 4 мача и 2 гола за КНК и 4 мача за купата на УЕФА). Шампион на България през 1991/92 и 1996/97 и носител на купата на България през 1992/93 и 1996/97, вицешампион с ЦСКА през 1990/91, 1992/93 и 1993/94 и със Славия през 1989/90.
Национал на България със 17 мача и 1 гол. Участник на световното първенство по футбол през 1998 във Франция в 2 мача.
След отказването си от състезателната кариера, става треньор като води Миньор Бобов дол от 2004 до 2005, Хебър Пазарджик през 2005 и Локомотив Мездра през 2006. От януари 2007 е помощник-треньор в ЦСКА първо при Пламен Марков, а след това при Стойчо Младенов. Печели шампионска титла на България през 2007/08. През лятото на 2008 напуска заедно със Стойчо Младенов, като остава част от екипа му. В периода 2008/11 е помощник-треньор при Стойчо Младенов в отборa от Саудитска Арабия Ал Алхи от 2008 до 2009 като печели купата на Персийския залив през 2008 и египетския ЕНППИ от 2009 до 2011 като печели купата на Египет през 2011. Завръщат се в ЦСКА през март 2012. През януари 2013 напускат ЦСКА, за да се завърнат отново през юли 2013. На 20 март 2015 е назначен за временен старши треньор, след напускането на Младенов, и води ЦСКА в един мач, след което и той подава оставка. През 2015 е помощник на Стойчо Младенов в Ал Итихад Египет. През 2016 е помощник треньор в Атурау Казахстан, а от 2017 е помощник треньор в Кайсар Казахстан и двата пъти със Стойчо Младенов. През 2019 печели купата на Казахстан с Кайсар. На 26 юли 2021 е назначен за помощник треньор на ЦСКА в екипа на Стойчо Младенов. На 14 април 2024 е назначен за помощник треньор на ЦСКА в щаба на Стамен Белчев. 
Вуйчо е на футболиста на ЦСКА – Валентин Антов.